# Aldehuela de Yeltes
Aldehuela es un municipio y localidad española de la provincia de Salamanca, en la comunidad autónoma de Castilla y León. Se integra dentro de la comarca de Ciudad Rodrigo y la subcomarca del Campo de Yeltes, que forma parte de la inmensa llanura del Campo Charro.
Su término municipal está formado por un solo núcleo de población, ocupa una superficie total de 60,46 km² y según los datos demográficos recogidos en el padrón municipal elaborado por el INE en el año 2017, cuenta con una población de 198 habitantes.
Limita al norte con Castraz y Martín de Yeltes; al este con Sepulcro-Hilario y Puebla de Yeltes; al sur con El Maíllo y Morasverdes y al oeste con Dios le Guarde y Alba de Yeltes.
Tiene dos humedales de gran valor ecológico: la Laguna del Cristo (junto a la ermita del mismo nombre) y la Charca de la Cervera, por donde pasan una gran variedad de aves migratorias.
La economía local está basada principalmente en la ganadería (con especial mención del cerdo ibérico) y en la agricultura en menor medida.

## Símbolos

Representación heráldica del blasón aprobado.

### Escudo
El escudo heráldico que representa al municipio fue aprobado con el siguiente blasón:

«En campo de azur sostenida de ondas de plata y azur, una cruz latina recortada de oro. Al Timbre, corona real cerrada»

### Bandera
La bandera municipal fue aprobada con la siguiente descripción textual:

«Rectangular, de azur cruzada de amarillo»

## Historia
Su fundación se remonta a la repoblación efectuada por los reyes de León en la Edad Media, quedando encuadrada en el Campo de Yeltes de la Diócesis de Ciudad Rodrigo tras la creación de la misma por parte del rey Fernando II de León en el siglo XII, teniendo en la Edad Media la denominación de Aldeyuela, nombre del que deriva el actual de "Aldehuela". Con la creación de las actuales provincias en 1833, Aldehuela quedó encuadrada en la provincia de Salamanca, dentro de la Región Leonesa.

## Geografía humana

### Demografía
Cuenta con una población de 181 habitantes (INE 2024).
| Gráfica de evolución demográfica de Aldehuela de Yeltes entre 1842 y 2021                                             |
| |
| Población de derecho según los censos de población del INE. Población de hecho según los censos de población del INE. |

Según el Instituto Nacional de Estadística, Aldehuela de Yeltes tenía, a 31 de diciembre de 2018, una población total de 290 habitantes, de los cuales 155 eran hombres y 135 mujeres. Respecto al año 2000, el censo refleja 386 habitantes, de los cuales 189 eran hombres y 196 mujeres. Por lo tanto, la pérdida de población en el municipio para el periodo 2000-2018 ha sido de 96 habitantes, un 25% de descenso.

## Cultura
JUNTO A LA LAGUNA DEL CRISTO EN LA ALDEHUELA DE YELTES, UNA NOCHE DE LUNA LLENA
Noche blanca en que el agua cristalina
duerme queda en su lecho de laguna 
sobre la cual redonda llena luna 
que ejército de estrellas encamina 
vela, y se espeja una redonda encina 
en el espejo sin rizada alguna; 
noche blanca en que el agua hace de cuna 
de la más alta y más honda doctrina. 
Es un rasgón del cielo que abrazado 
tiene en sus brazos la Naturaleza; 
es un rasgón del cielo que ha posado 
y en el silencio de la noche reza 
la oración del amante resignado 
sólo al amor, que es su única riqueza.
Miguel de Unamuno

## Administración y política
| Partido político                                           | 2019  | 2019  | 2019       | 2015  | 2015  | 2015       | 2011  | 2011  | 2011       | 2007  | 2007  | 2007       | 2003  | 2003  | 2003       |
| Partido político                                           | %     | Votos | Concejales | %     | Votos | Concejales | %     | Votos | Concejales | %     | Votos | Concejales | %     | Votos | Concejales |
| Partido Socialista Obrero Español (PSOE)                   | 66,42 | 89    | 5          | 59,01 | 95    | 4          | 37,64 | 67    | 2          | 33,33 | 71    | 2          | 35,07 | 74    | 2          |
| Partido Popular (PP)                                       | 28,36 | 38    | 0          | 34,78 | 56    | 1          | 46,63 | 83    | 3          | 25,82 | 55    | 2          | 62,56 | 132   | 5          |
| Agrupación de Electores Independientes de Aldehuela (AEIA) | —     | —     | —          | —     | —     | —          | —     | —     | —          | 39,91 | 85    | 3          | —     | —     | —          |

## Monumentos
- Iglesia de La Purísima. Construida en el siglo XVIII.
- Ermita del Cristo de la Laguna.
- Torre del Reloj. Construida en 1886.

## Fiestas
- Cristo de la Laguna (14 de septiembre).
- Festividad de Santa Cruz (3 de mayo).